# Wang Wenli (Diplomatin)

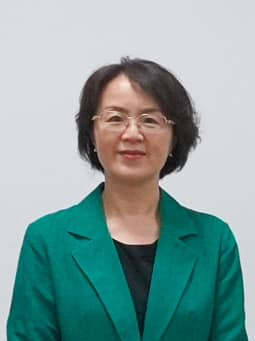
Wang Wenli (2023)

Wang Wenli (chinesisch 王文丽 Wáng Wénlì; * Juni 1971) ist eine Diplomatin der Volksrepublik China.

## Werdegang
Wang studierte an der Pekinger Fremdsprachenuniversität, der Universität Tallinn in Estland und der Peking-Universität.
Sie war Mitarbeiterin und Attaché der eurasischen Abteilung des Außenministeriums, Attaché und dritte Sekretärin der chinesischen Botschaft in Litauen, dritte und zweite Sekretärin und stellvertretende Direktorin der eurasischen Abteilung des Außenministeriums und  Direktorin und Beraterin des Sekretariats der Shanghaier Organisation für Zusammenarbeit. 2013 war sie Beraterin der Abteilung für Grenz- und maritime Angelegenheiten des Außenministeriums und 2017 wurde Wang zur stellvertretenden Direktorin der Abteilung für Grenz- und Meeresangelegenheiten des Außenministeriums ernannt.
Im Februar 2020 folgte die Ernennung zur chinesischen Generalkonsulin in Sankt Petersburg (Russland) und 2023 zur chinesischen Botschafterin in Osttimor. Ihre Akkreditierung übergab sie am 9. Oktober 2023 an Präsident José Ramos-Horta.